# Малая Кордяга
Малая Кордяга — река в России, протекает по Кирово-Чепецкому и Зуевскому районам Кировской области. Устье реки находится в 88 км по левому берегу Чепцы (бассейн Волги). Длина реки составляет 44 км, площадь бассейна — 254 км².

## Течение
Исток реки на Красногорской возвышенности в Кирово-Чепецком районе в 5 км к северо-западу от села Селезениха. Река течёт на северо-восток, русло извилистое. Верхнее течение проходит по Кирово-Чепецкому району, затем река перетекает в Зуевский район.
На реке стоят деревня Ветоши (Кирово-Чепецкий район); село Хмелёвка и деревни Барменки и Ляминцы (Зуевский район). Малая Кордяга впадает в Чепцу ниже деревни Ляминцы в 15 км к северо-западу от центра города Зуевка. Ширина реки в устье около 20 метров, скорость течения 0,1 м/с.

## Притоки
- река Берёзовка (пр)
- река Хмелёнка (пр)
- 27 км: река Средняя Кордяга (пр)

## Данные водного реестра
По данным государственного водного реестра России относится к Камскому бассейновому округу, водохозяйственный участок реки — Чепца от истока до устья, речной подбассейн реки Вятка. Речной бассейн реки — Кама.